# Chiesa del Santo Sepolcro (Crema)
La chiesa del Santo Sepolcro o chiesa di San Sepolcro era un luogo di culto cattolico che si ergeva fuori Porta Ombriano a Crema.

## Storia

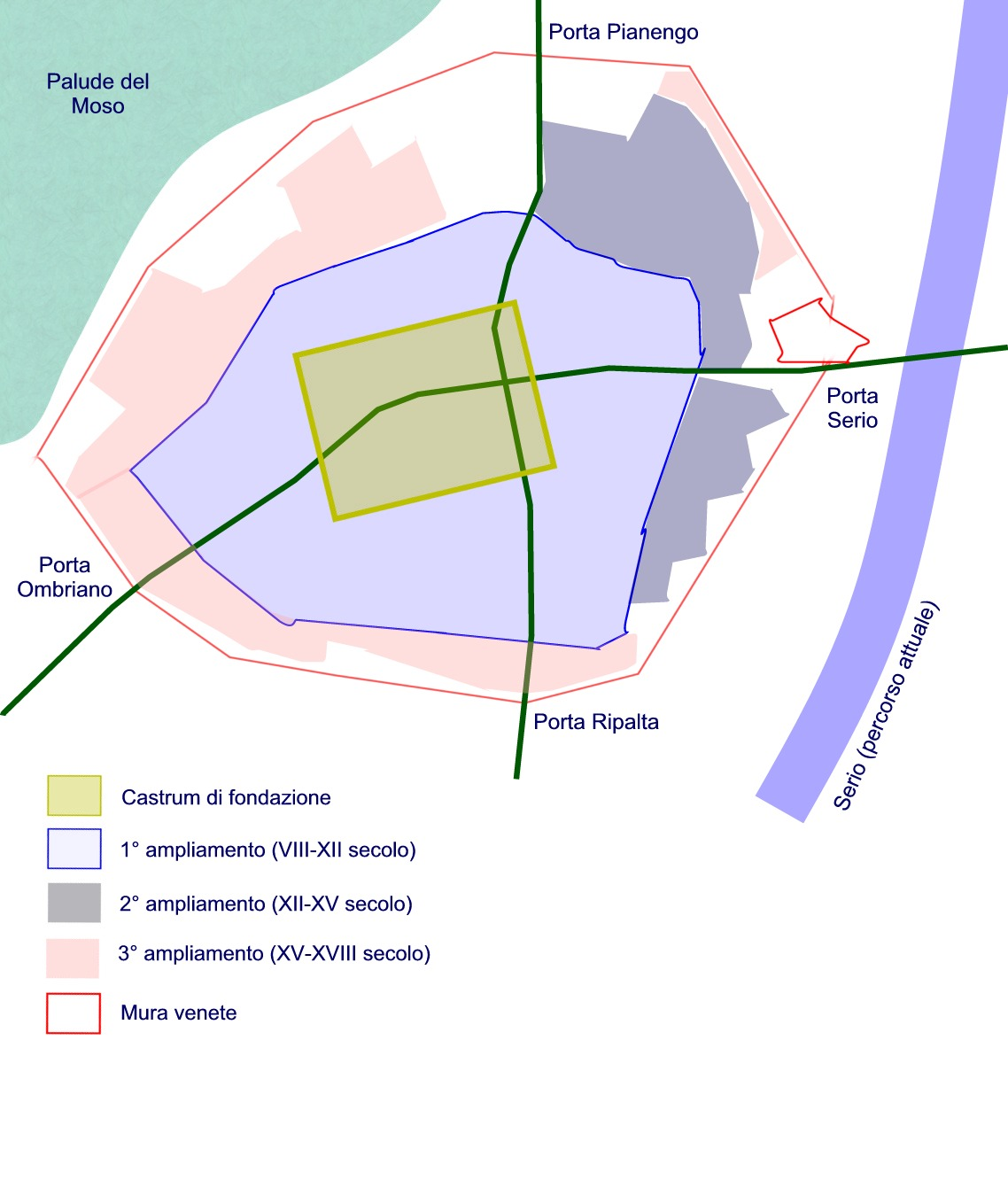
Schema semplificato dell'evoluzione urbanistica di Crema

Per quanto alcuni storici, tra questi il Terni nel XV secolo, facciano risalire le origini di Crema e dei suoi borghi al V secolo, non vi sono documenti per accertare l'evoluzione storica della città prima dell'anno 1000; è più probabile, invece, che la formazione del un borgo esterno alla Porta Ombriano sia avvenuto a partire dall'IX secolo quale conseguenza della migrazione della popolazione dalle campagne verso la cittadella.
Le prime fonti certe di costruzioni fuori dalla città verso Lodi, tuttavia, risalgono alla fine dell'XI secolo, precisamente alla citazione di una chiesa dedicata alla Santissima Trinità nel 1095 e una donazione del 1098, quando il conte di Bergamo Ghiselberto donava un appezzamento di terreno al monastero di San Paolo d'Argon, in località Sabbioni.

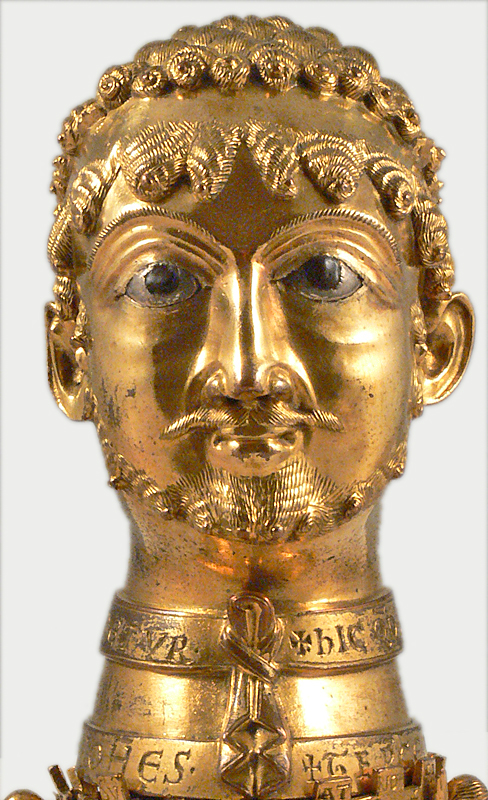
Busto in bronzo di Federico Barbarossa datato 1173

Dopo lo storico assedio del 1159/1160 ad opera di Federico Barbarossa e la successiva ricostruzione della città (1185-1199) si conoscono i primi documenti che citano una seconda chiesa dedicata al Santo Sepolcro posta fuori le mura. Quanto alla dedicazione, monsignor Angelo Zavaglio arrivava ad ipotizzare una correlazione con la prima crociata; è da premettere che tutta l'area da Palazzo Pignano fino a Crema apparteneva all'epoca alla diocesi di Piacenza e fu proprio nella città emiliana che il pontefice Papa Urbano II nel 1096 indiceva la prima crociata per la conquista di Gerusalemme; da questa iniziativa sarebbe partita la diffusione del culto al Santo Sepolcro. Questa seconda chiesa potrebbe avere avuto origine da ragioni pratiche: con la costruzione della nuova cinta muraria risultava impossibile, specie nelle ore notturne, provvedere alla cura religiosa degli abitanti residenti nella campagna appena fuori Porta Ombriano da cui la necessità di una nuova chiesa fuori dalla cittadella fortificata, probabilmente in una zona prossima al Cresmiero.
La chiesa del Santo Sepolcro veniva menzionata nel 1268 in un caso di usurpazione di rendite, e poiché si parla di rendite la chiesa doveva essere sede di una parrocchia; successivamente veniva elencata più volte (1314, 1324, 1407, 1450, 1462, 1468) sempre con la caratteristica che i parroci non risiedevano in un'abitazione adiacente all'edificio ma presso la chiesa cittadina della Santissima Trinità; nessun documento permette di chiarire le motivazioni di questa circostanza, a meno che (sempre per pura ipotesi) i cluniacensi prima dell'anno 1314 avessero già abbandonato il monastero cittadino lasciando quindi libera l'abitazione o parte di essa a disposizione del sacerdote secolare, forse dietro canone annuo nei confronti del priorato di San Paolo d'Argon che ne rimaneva proprietario.
Vi furono radicali mutamenti dal 1459, conseguenza dell'atto per il quale papa Pio II trasferiva l'arcidiaconato da palazzo Pignano a Crema, da cui la decisione, quattro anni dopo, di trasferire definitivamente la sede della parrocchia dalla chiesa di San Sepolcro alla chiesa cittadina della Santissima Trinità. Inoltre, nel 1466 la bolla di Papa Paolo II prevedeva la messa a disposizione della Santa Sede del priorato di San Paolo d'Argon, incluse tutte le sue obbedienze, trasformandolo in commenda.
Durante la costruzione delle nuove mura (1488-1508) la chiesa di San Sepolcro e le abitazioni esterne ne vennero escluse e tutti gli edifici finirono per essere demoliti durante le fasi di preparazione della difesa in vista dell'attacco della coalizione tra ducato di Milano, impero spagnolo e confederazione elvetica del 1514.
Successivamente si hanno notizie di un più modesto oratorio che gli atti della visita del vescovo Lombardi descrivevano aperto e parzialmente abbandonato; stessa situazione riportata negli atti della visita del vescovo Regazzoni nel 1582; anche il vescovo di Crema Giacomo Diedo intimava due volte (1585 e 1592) al parroco della Santissima Trinità a provvedervi; dopo quest'ultima citazione non si fa più cenno ad un oratorio dedicato al Santo Sepolcro.